# Бужковичи
Бужковичи (укр. Бужковичі) — село в Павловской сельской общине Владимирского района Волынской области Украины.
До 2020 года входило в Иваничевский район.
Код КОАТУУ — 0721182802. Население по переписи 2001 года составляет 231 человек. Почтовый индекс — 45330. Телефонный код — 3372. Занимает площадь 9,4 км².